# Los Cuatrocientos

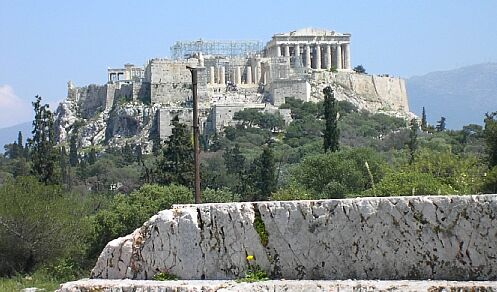
La plataforma de la colina rocosa de Pnyx, en Atenas, sede del Consejo de los Quinientos, donde los políticos se ponían en pie mientras hablaban. Al fondo está la Acrópolis de Atenas.

El Consejo de  Los Cuatrocientos (en griego antiguo: οἱ τετρακόσιοι, hoi tetrakósioi) fue una institución creada en Atenas después de la revolución oligárquica del año 411 a. C., durante la guerra de Decelia, última fase de la guerra del Peloponeso.

## Contexto
El golpe de Estado de 411 a. C. se inserta en un contexto de crisis de la democracia ateniense, que comenzó en 415 a. C. con el asunto de los Hermocópidas y de la parodia de los misterios de Eleusis. Los atenienses habían visto en estos sucesos un mal presagio para la expedición a Sicilia, y temieron un complot oligárquico, dirigido por las heterías (clubes aristocráticos). Los Quinientos recibieron entonces plenos poderes para encontrar y castigar a los culpables, que generó un clima de paranoia colectiva. Además, la gestión del asunto por el Consejo había degenerado: sin la autodenuncia de Andócides, los ciudadanos podrían haber sido torturados, o ejecutados sin juicio previo. La violencia fue ejercida, sobre todo, por los ciudadanos pobres y las clases inferiores (metecos, esclavos), contra los más ricos y los eupátridas, miembros de las grandes familias aristocráticas de la ciudad.
La operación de Sicilia acabó en desastre: en 414 a. C.: 40 000 soldados atenienses fueron masacrados en los combates ante las murallas de Siracusa y los prisioneros encerrados en las Latomías y después vendidos como esclavos. Un año más tarde, los espartanos tomaron la fortaleza de Decelia, desde donde amenazaron directamente al Ática. por añadidura, 20 000 esclavos se rebelaron, probablemente los de las minas de Laurión, principal recurso financiero de Atenas, y la flota ateniense había sido en gran parte destruida en Sicilia, impidiendo así abastecerse de trigo la ciudad.
Después de esta serie de desastres Atenas dio prioridad a su aprovisionamiento. Multiplicó las operaciones militares en la región del mar Egeo y del Ponto Euxino, tanto más cuanto que Esparta, aliada a los sátrapas persas de la región, había logrado empujar a numerosas ciudades (Quíos, Clazómenas, Teos y Orcómeno, entre otras) a la defección. Únicamente Samos permaneció fiel, y acogió a la flota ateniense en su puerto. En la ciudad, fue instituida una comisión de diez próbulos (probouloi), en el invierno de 413 a. C., para despachar los asuntos corrientes. Uno de ellos era el dramaturgo Sófocles.

## La toma de poder
Con esta situación, los atenienses estaban profundamente desmoralizados. Cuestionaron sus instituciones, y se prepararon para cambiarlas con tal de poder evitar la derrota frente a Esparta. Alcibíades, refugiado con el sátrapa Tisafernes, hizo una proposición a los estrategos estacionados en Samos: los persas otorgarían subsidios si la ciudad cambiaba su politeia (constitución). Pisandro fue enviado a Atenas para comunicar la noticia y tratar el regreso de Alcibíades. Los atenienses, escépticos, enviaron una embajada a Tisafernes, quien reveló que Alcibíades se había precipitado, ya que había establecido contactos recientes con Esparta.
Sin embargo, la noticia bastó para que las heterías se pusieran en zafarrancho de combate. Se habló de suprimir los misthoi, los subsidios concedidos a los ciudadanos más pobres. Antes del regreso de Pisandro, los jefes demócratas, como Androcles, fueron asesinados sin que se investigara posteriormente. Se instaló un clima oprimente, que tuvo por consecuencia que fuera más fácil actuar dentro de una legalidad formal, para que los marinos, tradicionalmente demócratas, se acantonaran en la isla de Samos. Los diez probouloi fueron ampliados a veinte, y se decidió que la Asamblea se reuniera no en la colina de Pnyx, sino en el santuario de Poseidón de la población de Colono Hípico, a unos diez estadios de Atenas.
La Asamblea decidió suprimir los instrumentos de control de constitucionalidad: prohibió las acusaciones de ilegalidad (graphê paranomôn), las denuncias (eisangelia) o las citaciones judiciales (prosklêsis). Los misthoi fueron eliminados, el poder político fue confiado «a los atenienses más capaces de servir con sus personas y riqueza [capaces de armarse como hoplitas], en un número no inferior a cinco mil, mientras durase la guerra»
Los Cinco Mil eligieron a continuación en su seno a cien ciudadanos, encargados de redactar la nueva constitución, que creó un consejo de cuatrocientos miembros, es decir, cuarenta de cada tribu, elegidos entre los ciudadanos mayores de 30 años. Este consejo fue encargado de sustituir a la Boulé, por lo que todos los magistrados en ejercicio debieron dimitir.

## El gobierno de los Cuatrocientos
Elegidos para dirigir la guerra, los Cuatrocientos enseguida se toparon con dificultades: sus negociaciones se atascaron, mientras que las que tenían con el rey espartano Agis II no consiguieron un resultado aceptable. Paralelamente, los marinos de Samos se enteraron del golpe de Estado oligárquico que se había extendido en Atenas. Destituyeron a sus estrategos, sospechosos de ser oligarcas, y nombraron unos nuevos, entre los que estaban Trasíbulo y Trasilo. El primero convenció a los soldados de que no volvieran a Atenas, de llamar a Alcibíades y de proseguir sus operaciones contra los espartanos.
En Atenas, entre los Cuatrocientos se produjeron disensiones: una facción moderada, liderada por Terámenes, deseaba regresar a una oligarquía moderada devolviendo el poder a los Cinco Mil. Frente a ellos, los oligarcas extremistas estaban preparados para traicionar a la ciudad y quedarse con el poder. Finalmente, después de la revuelta de Eubea, los hoplitas se rebelaron y expulsaron a los Cuatrocientos a finales del verano de 411 a. C. Estos últimos ejercieron el poder solo durante cuatro meses.

## La caída
Los Cuatrocientos fueron sustituidos por Los Cinco Mil. Sus acciones no son bien conocidas, incluso para Tucídides, quien juzga oportuno decir que «durante su primera etapa parece, al menos en mi tiempo, que Atenas tuvo un mejor gobierno, pues se dio un mesurado equilibrio entre los oligarcas y la masa».
A finales de 411 a. C., el Consejo de los Quinientos (la Boulé) fue restablecido. Frínico, dirigente de los extremistas, fue asesinado y sus asesinos fueron aclamados. Muchos ciudadanos fueron arrestados, ejecutados sin juicio o confiscados sus bienes. En 405 a. C., la amnistía en favor de los soldados que habían sido leales a los Cuatrocientos cerró el capítulo de la revolución de 411 a. C.